# Emanuel Neto
Emanuel Maciel da Silva Neto (Luanda, 15 maggio 1984) è un ex cestista angolano.
Alto 206 cm per 105 kg, giocava come centro.

## Carriera
Proveniente dal San Jacinto College, nel 2006 si è trasferito alla Stony Brook University, con cui ha disputato il campionato NCAA.
Inoltre è stato selezionato per la nazionale angolana, con cui ha preso parte ai Mondiali 2006.